# Улица Авиаконструктора Яковлева
У́лица Авиаконстру́ктора Я́ковлева (название с 2006 года) — улица в Северном административном округе Москвы на территории района Аэропорт. Начинается от Шебашёвского переулка, пересекает улицу Лизы Чайкиной и заканчивается пересечением с Балтийской улицей.

## Происхождение названия
С 1925 года именовалась Второй улицей Усиевича. Переименована 21 февраля 2006 года в честь Александра Сергеевича Яковлева (1906—1989) — авиаконструктора, академика, дважды Героя Социалистического труда, лауреата семи Государственных и Ленинской премий.
Согласно Решению Исполнительного комитета Московского городского Совета народных депутатов от 21 мая 1981 года № 1283 2-я улица Усиевича была упразднена. То есть если данное решение было выполнено, то данная улица с 21 мая 1981 года по 21 февраля 2006 года названия не имела и, следовательно, прежнее название улицы Авиаконструктора Яковлева безымянный проезд (проезд без названия). Таким образом данная улица в некотором роде становится уникальной — сначала она была упразднена, а потом, будучи упраздненной, переименована.

## Здания и сооружения
Несмотря на достаточно большую длину улицы (более километра), на ней не числится ни одного дома. Все здания на южной стороне улицы имеют нумерацию по Ленинградскому проспекту, а здания на северной стороне имеют нумерацию по улице Усиевича.